# خالد خديش
خالد محمود خديش (ولد عام 1974في مخيم بلاطة)، أسير فلسطيني في سجون الاحتلال الإسرائيلي، محكوم بالسجن لمؤبدين وخمسة وعشرين عاماً على خلفية قيادة وتنفيذ أعمال مقاومة نفذتها حركة فتح. تحرر ضمن الدفعة الخامسة من صفقة طوفان الأقصى في 22 يناير 2025 وتم ابعاده لمصر.

## نشأته وحياته الشخصية
ولد عام 1974 في مخيم بلاطة شرقي مدينة نابلس شمال الضفة الغربية المحتلة لعائلة لجأت في حرب عام 1948 من قرية إجزم في قضاء حيفا، وتلقى فيه تعليمه الأساسي.
له أربعة أبناء، وقد استشهد أكبرهم عبد الرحمن في 31 ديسمبر 2000م، فيما تعرض أصغرهم محمد للاعتقال لعدة مرات وكان آخرها في تموز 2019 حيث احتجز إلى أن حكم عليه في شباط 2021 بالسجن 29 شهرا.

## نشاطه السياسي
انضم في لجان الشبيبة للعمل الاجتماعي، وكان تلميذا في الإعدادية في عام 1986 عندما اعتقلته سلطات الاحتلال وحكم بالسجن لمدة 5 سنوات بتهمة إلقاء قنابل مولوتوف وحجارة على دورية الجيش الأسرائيلي".

## انضمامه للجنة التنظيمية
انضم عام 1990 – 1991م إلى لجنة فتح التنظيمية داخل مخيم بلاطة، وشارك في العمل الجماهيري، واعتقل عدة مرات، واحدة منها كانت حبسا إداريا لمدة ستة أشهر بعد تحقيق دام 60 يوما.
أسس في الاعوام 1993 -1994 خلية مسلحة تابعة لحركة فتح، نفذت هجمات ضد سلطات الاحتلال، ونشطت ضد عملائه في المخيم، وانتدب بعد اتفاقية أوسلو وقيام سلطة الحكم الذاتي لمتابعه شؤون المخيمات في محافظة نابلس وتولى موقع أمين سر حركة فتح في مخيم بلاطة. شارك في الانتفاضة الفلسطينية الثانية وكان من مؤسسي وقيادات كتائب شهداء الأقصى في مخيم بلاطة.

## في الأسر
اعتقل في 24 نيسان 2003 مع قياديين آخرين من حركة فتح في بلاطة، هم يحيى الجمل وفايز عرفات، وحكم عليه في 8 تشرين الثاني 2005 وصدر ضده حكمان بالسجن المؤبد إضافة إلى حكم بالسجن لخمسة وعشرين عاما.
انتخب في 26 تشرين الثاني 2008م ؛ أمينا لسر اللجنة المركزية داخل سجن ريمون إلى جانب عضويته باللجنة المركزية، وعمل موجها عاما لحركة فتح، واختير في شباط 2014 لعضوية الهيئة الاستشارية العليا لحركة فتح داخل السجون.

## اقرأ أيضا
- ناصر عويص

## وصلات خارجية
- مقابلة مع عائلة الاسير خالد خديش على اليوتيوب